# Tekyeh

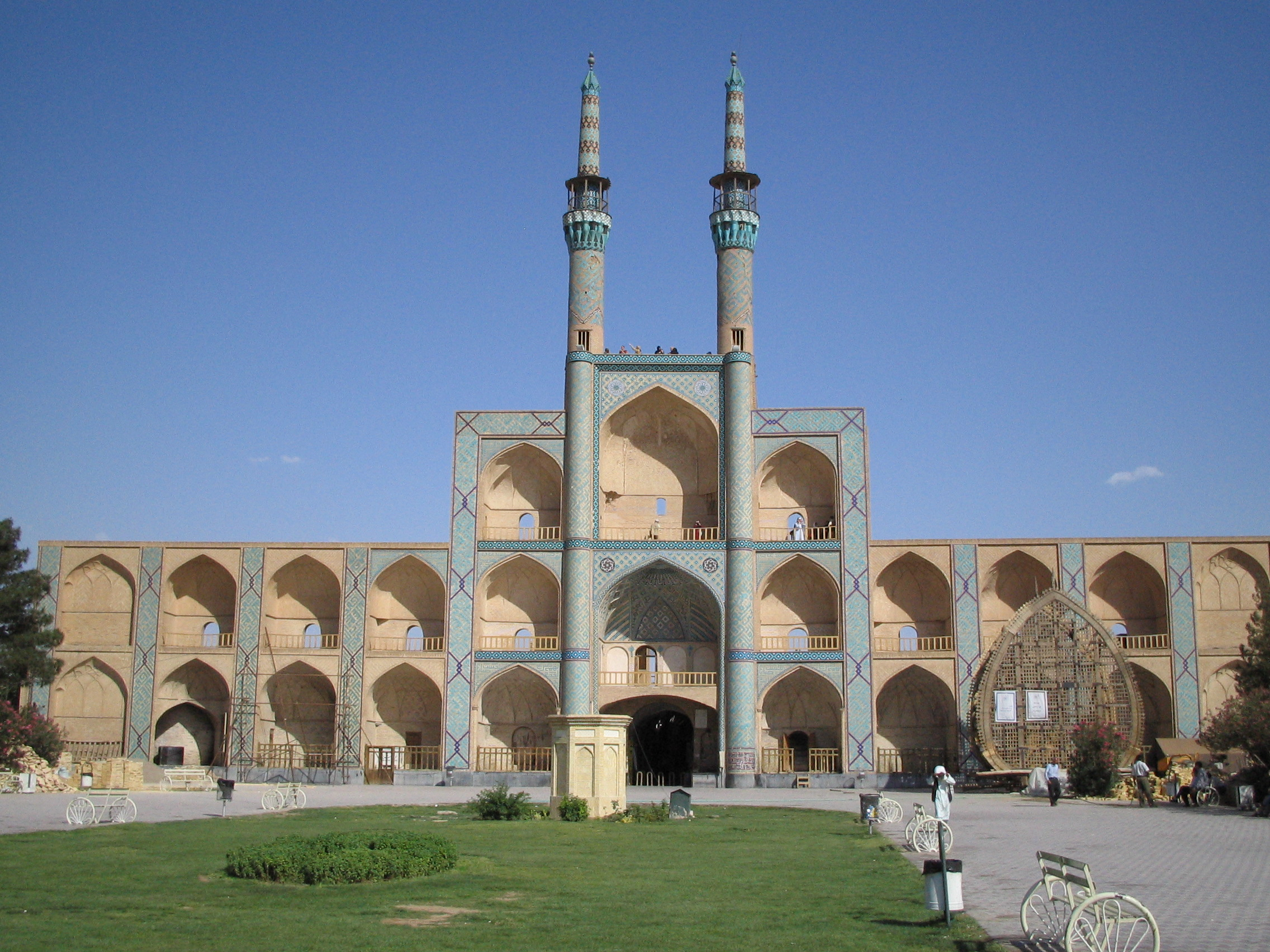
La medievale "Tekyeh Amīi Chakhmagh", Yazd, Iran.

Tekyeh (in persiano  تکیه‎) è un posto (altrove chiamato Khanqa o tekkè) dove gli sciiti si riuniscono per il lutto di Muharram, in cui viene commemorata la morte nel 680 del nipote di Maometto, al-Ḥusayn b. ʿAlī che, a dire degli sciiti, sarebbe in realtà stato un assassinio premeditato ordito dal califfo omayyade Yazīd b. Muʿāwiya.
Tali posti si trovano in tutto il mondo sciita, e in particolare in Iran. Di solito sono tradizionalmente progettati con elementi di architettura persiana. Teheran si dice che abbia avuto fino a 50 tekyeh in epoca Qajar.